# 用户界面设计

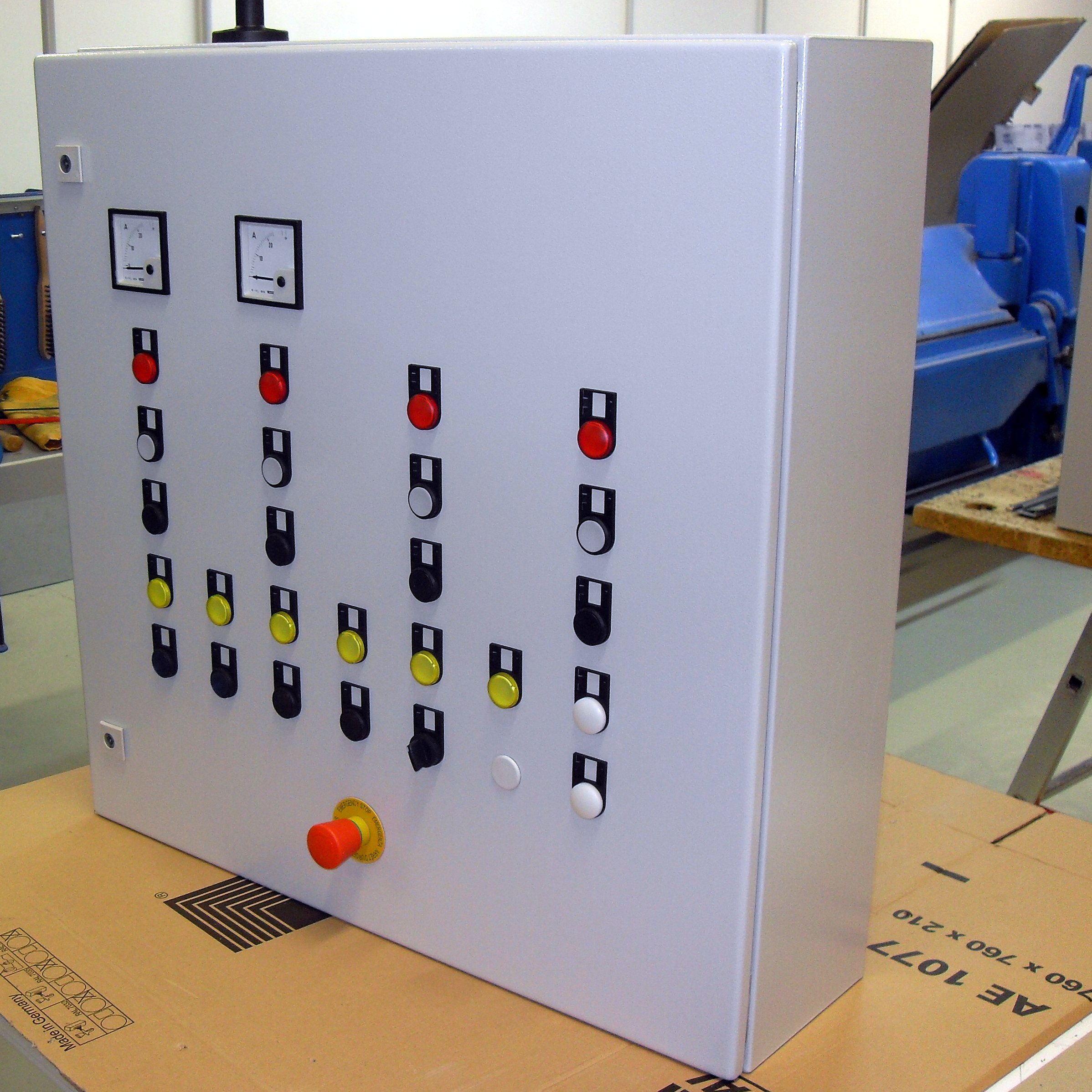
一个制糖企业机器的按键界面

用户界面设计（英語：User interface design），又稱用户界面工程，指的是在用户体验和交互的指导下对计算机、电器、机器、移动通讯设备、软件或应用以及网站进行的设计。
用户界面设计的目标是使得用户在完成自己的任务时与被设计对象之间的交流尽可能地简单和高效。好的用户界面设计能够让用户在完成任务时不必因为设计本身花费不必要的精力。通过图形设计可以提高界面的可用性。
用户界面设计过程必须在技术功能与视觉元素（如心智模型）间找到平衡才能使系统可用、好用并适应用户的需求。
包括计算机系统、汽车、广告牌设计在内的一系列项目都会需要界面的设计。这些项目既有相同的人类基本的交互形式又需要一些特有的技能和知识。因此，设计师通常会着眼于某一特定类型设计的知识和项目，比如软件设计、用户研究、网页设计、多媒体设计等。

## 过程

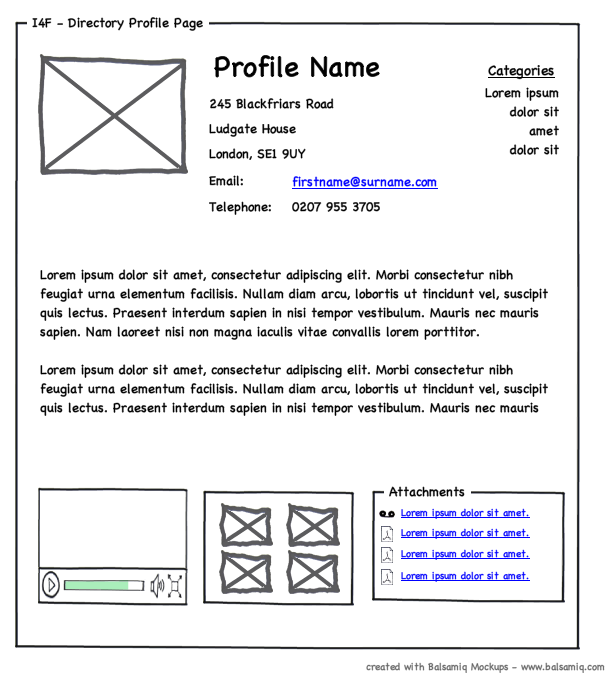
一个个人主页的“蓝本”文档

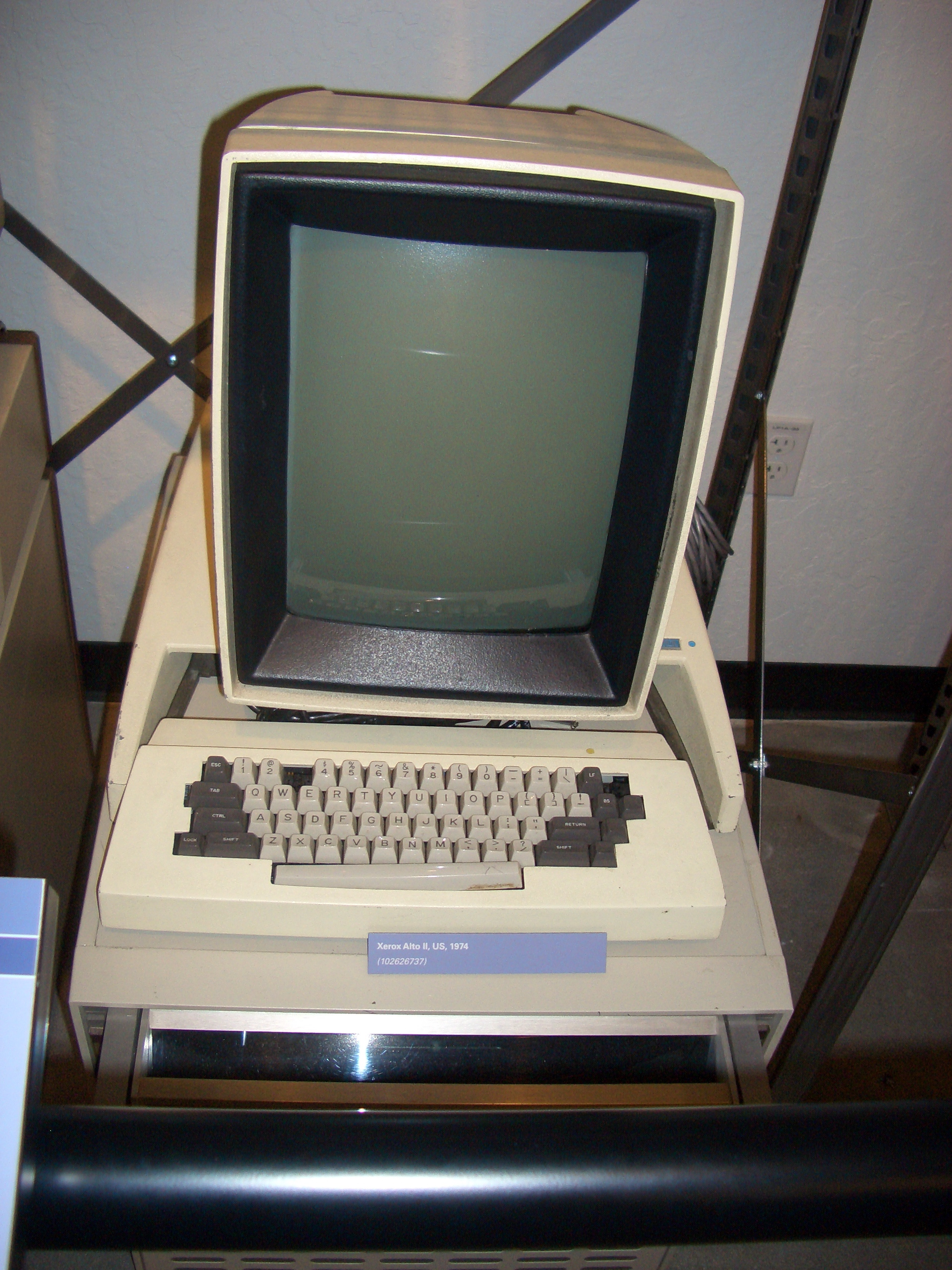
施乐阿图是世界第一个使用图形用户界面的计算机。

用户界面设计包括不同的设计阶段和过程。依据项目的不同，这些阶段或过程重要程度也不相同。注意这里所说的系统指的是包括网页、应用或设备设计在内的所有项目。
- 功能性需求搜集：根据系统所需要完成的项目目标和用户潜在的需求列出其功能。
- 用户分析：通过与系统潜在用户或与其工作的人进行讨论来分析这些用户。一般的问题包括：
  - 用户想要系统做些什么？
  - 系统如何与用户的工作流程或日常活动相吻合？
  - 用户对技术的悟性怎么样？用户使用过哪些类似的系统？
  - 怎样的界面外观和审美感受比较对用户口味？
- 信息构建：构建系统的程序或信息流（譬如对电话树系统就是一个选项树形图，对于一个网站就是一个显示页面层级关系的站点导航图）。
- 原型（Prototyping）：通过纸质原型或简单的可互动的屏幕内容（screens）建立系统的蓝本（wireframes）。这些原型没有任何外观审美的元素及具体内容，仅仅针对交互本身。
- 可用性测试：对一个真实用户测试原型。此过程通常使用出声思维的方式，即让用户把体验过程中的想法说出来。
- 图形界面设计：对最终图形用户界面（GUI）的界面外观的设计过程。如果系统的可用性难以预测的话，可以将在可用性测试过程中建立的结果作为基础，亦或是将交流目标以及用户喜爱的风格作为依据。在少数情况下，反而可能是由图形来决定原型，这取决于特定情况下视觉形式和功能哪个更重要。如果某些界面需要多种皮肤，同一个控制面板、功能特点或小部件可能就需要多重的界面设计。这个阶段通常就需要图形设计师与界面设计师团结协作，或者某个在两方面都精通的专家。

总之，用户界面设计需要设计师对用户需求了如指掌。

## 要求
系统的动态特征依据人机学标准（ISO 9241）第十部分的七个原理中包含的人机对话要求被描述。标准通过高水准的定义、原理的例证性质的应用和实例为对话技巧建立了一个人机学“原理”的框架。对话的原理代表了界面动态的方面，基本上可以被看作是界面的“感觉”。
这七个人机对话原理是：
- 对任务合适性：对话形式须要合适于辅助用户有效完成任务。
- 自叙性：对话须要其每一个步骤在系统反馈时都立即被用户理解，或者通过请求向用户说明清楚，从而达到对话的自叙性。
- 可控制性：在任务目的达成前，用户能够发起和控制交互的方向和节奏，此为对话的可控性。
- 与用户期许的一致性：对话须要一以贯之，与包括对任务的认识、学识、经验在内的用户特征保持一致，同时符合广泛接受的习惯，方可做到一致性。
- 容错性：对话须要在用户输入出现明显错误时不改或少改也能得到符合用户本意的结果，此为容错性。
- 对个性化的合适性：界面软件应当可以按照任务需求、个人喜好和用户的技能进行修改，从而达到对话对个性化的适应性。
- 对学习的适应性：对话须要支持和引导用户对系统操作的学习来做到这一点。

ISO 9241国标用有效性（effectiveness），高效性（efficiency）和用户满意度（satisfaction of the user）来定义可用性的概念。标准第十一部分给出的可用性定义如下：
- 对系统整体的使用达到预定目标的程度（有效性）。
- 达到预定目标所需耗费的资源（高效性）。
- 用户对系统整体接受的程度（满意度）。

有效性，高效性和满意度可以被看作是可用性的质量因素。要将这些因素量化，就需要将它们再分解成其它次级因素，从而最终用其衡量可用性。
关于信息组织（布置、排列、分组、标签、定位）、图形对象的显示和信息编码（缩写、颜色、尺寸、形状、视觉线索）等信息呈现问题，国标ISO 9241第十二部分中用七条属性来描述。“呈现信息的属性”代表了界面静态的方面，大致可以被看作是界面的“样子”。在标准的建议中给出了这些属性的详细说明。每个建议都支持着七属性中的一条或多条。
这七条属性是：
- 清晰度：信息内容被快速准确地传达。
- 辨识度：显示信息可被准确辨别。
- 简明度：用户不应承担过多无关信息。
- 一致性：与用户期许一致的特有设计。
- 检取性：用户的注意力被引导到需要的信息处。
- 易读性：信息易读。
- 可理解性：意思清晰易懂，不含糊，可被判断和认识。

国标ISO 9241第13部分关于用户指南内容描述了用户指南信息应当可以容易地从其他呈现的信息中被分辨出来，同时应当明确为在当前情境下使用。用户指南可通过如下五种方式给出。
- 清晰（明确提示）或含蓄（普通提示）的提示指示系统目前可以输入。
- 及时反馈用户的输入，既能被察觉又不至于把用户吓到。
- 持续反映应用、系统硬件软件和用户活动状况的状态信息。
- 错误操控，包括错误预防、错误更正、对用户操控错误的支持，以及报错。
- 对于由系统和用户在特定情境下发出的帮助请求提供在线服务。

## 研究历史与进展
如今用户界面设计已经成为了大量研究的主题，其中包括对其美学的研究。设计的标准在过去已经被建立起来，大概可以追溯到二十世纪八十年代定义软件产品的可用性时。国际信息处理联合会选择了一种结构基础作为参考模型。这个模型建议通过四个维度来构建一个用户界面：
- 输入输出（外观）
- 对话（感觉）
- 技术或功能（工具和服务的接入）
- 编制（交流与协作支持）

这个模型对描述界面设计可用性要求的国际标准ISO 9241影响重大。早在软件开发时，对于理解实际使用相关的用户界面问题的热情，带来了对可能提供对应用如何在产品使用中表现，进行具有说服力模拟的可靠图形用户界面快速原型工具的研究。一些研究结果显示图形界面基础软件的很多不同的程序设计任务，实际上不一定非要通过写代码来实现。
最近几年的研究由种类不断增加的设备驱动。这些设备因为摩尔定律的优点而具备搭载复杂界面的能力。
另外还有关于自动生成用户界面的研究，这些生成界面可以根据用户能力水平匹配不同的交互方式。